# Faithfulness
Faithfulness је други сингл бивше певачице групе Сканк aненси, Скин. Сингл је издат септембра 2003. године, а претходио му је сингл . За овај сингл се сматра да је један од најбољих соло синглова певачице Скин и често се налази на њеном репертоару при извођењу. Сингл је узет са деби албума, Fleshwounds.

## Места на листама
- Велика Британија: #64
- Порутгалија: #8
- Шпанија: #17
- Италија: #17